# Théâtre Garcia Barbon
Pour les articles homonymes, voir Barbon (homonymie).
 (février 2019).
Si vous disposez d'ouvrages ou d'articles de référence ou si vous connaissez des sites web de qualité traitant du thème abordé ici, merci de compléter l'article en donnant les références utiles à sa vérifiabilité et en les liant à la section « Notes et références ».
Le théâtre Garcia Barbon est un édifice situé dans le centre de Vigo dans la province de Pontevedra en Espagne. Il commence à être construit à la fin du XIXe siècle, grâce à un groupe d'enthousiastes de Vigo qui veulent introduire la culture théâtrale dans la ville. Après des années et un grand nombre de problèmes économiques, le théâtre a été inauguré le 15 juillet 1900 avec le nom de théâtre Rosalía de Castro Theatre ; son premier spectacle a été l'opéra Aida.
Des années après l'inauguration et après une période d'échec économique, le théâtre a fait faillite. Il est devenu un magasin pour une courte période de temps. À la demande populaire, le bienfaiteur de José Garcia Barbon a récupéré la propriété et l'a retourné pour jouer à des représentations.
Le 8 février 1910, après le mardi de Carnaval, un incendie a complètement brûlé le bâtiment, laissant la ville de nouveau sans théâtre. Trois ans plus tard, les nièces de José Garcia Barbon ont décidé de poursuivre l'œuvre de leur oncle. L'architecte galicien Antonio Palacios est responsable de la construction d'un nouveau théâtre. Le bâtiment est décrit comme de style Néo-Baroque, dans le courant du début du XXe siècle, inspiré par l'Opéra de Paris de Charles Garnier et Théâtre Arriaga de Bilbao.
Le nouveau théâtre a été ouvert le 23 avril 1927, sous le nom de théâtre Garcia Barbon, mais ne se limite pas à un théâtre, il a également été auditorium et casino, où les gens peuvent voir différents types de spectacle et de devenir un point de rencontre.
Pendant les années soixante-dix, le bâtiment a été acheté par la Caja de Ahorros Municipal de Vigo une banque d'épargne régionale de la ville. Cette institution dépense plus de 6 millions d'euros dans un important programme de réadaptation mené par l'architecte Desiderio Pernas. Ce projet comprend l'élargissement du théâtre, la création d'une bibliothèque dans un nouvel étage supérieur et une nouvelle image à l'édifice.
Le 22 mars 1984, le bâtiment a été rouvert sous le nom Centro Cultural Caixanova.